# الحكومة البولندية في المنفى
الحكومة البولندية في المنفى، والمعروفة رسميًا باسم حكومة جمهورية بولندا في المنفى (بالبولندية: Rząd Rzeczypospolitej Polskiej na uchodźstwie)‏، تم تشكيل الحكومة في منفى بولندا في أعقاب غزو بولندا في سبتمبر 1939، والاحتلال اللاحق لبولندا من قبل ألمانيا والاتحاد السوفيتي، مما أدى إلى إنهاء الجمهورية البولندية الثانية.
على الرغم من احتلال بولندا من قبل القوى المعادية ، مارست الحكومة في المنفى نفوذًا كبيرًا في بولندا خلال الحرب العالمية الثانية من خلال هياكل الدولة تحت الأرض البولندية وذراعها العسكري، Armia Krajowa (جيش الوطن) مقاومة. في الخارج، تحت سلطة الحكومة في المنفى، قاتلت الوحدات العسكرية البولندية التي هربت من الاحتلال تحت قيادة قادتها كجزء من قوات الحلفاء في أوروبا وأفريقيا والشرق الأوسط.
بعد الحرب، عندما أصبحت الأراضي البولندية تحت سيطرة جمهورية بولندا الشعبية، وهي دولة تابعة للأقمار الصناعية السوفيتية، ظلت الحكومة في المنفى موجودة، على الرغم من عدم الاعتراف بها إلى حد كبير وبدون سلطة فعالة. فقط بعد نهاية الحكم الشيوعي في بولندا، قامت الحكومة في المنفى رسميًا بنقل مسؤولياتها إلى الحكومة الجديدة للجمهورية البولندية الثالثة في ديسمبر 1990.
كانت الحكومة في المنفى مقرها في فرنسا خلال عامي 1939 و1940، أولاً في باريس ثم في أنجيه. من عام 1940، بعد سقوط فرنسا، انتقلت الحكومة إلى لندن، وبقيت في المملكة المتحدة حتى حلها في عام 1990.

## التاريخ

### التأسيس
في 17 سبتمبر 1939، أصدر رئيس الجمهورية البولندية، Ignacy Mościcki، الذي كان آنذاك في بلدة صغيرة من Kuty (الآن أوكرانيا )  بالقرب من الحدود البولندية الجنوبية، إعلانًا عن خطته لنقل السلطة وتعيين Władysław Raczkiewicz مارشال مجلس الشيوخ، خلفا له. تم ذلك وفقًا للمادة 24 من دستور جمهورية بولندا، الذي تم اعتماده في أبريل 1935. تنص المادة 24 على ما يلي:

## الحكومة والسياسة

### الرؤساء
|  | {{{officeholder}}} |
|  | {{{officeholder}}} |
|  | {{{officeholder}}} |
|  | {{{officeholder}}} |
|  | {{{officeholder}}} |
|  | {{{officeholder}}} |

### رؤساء الوزراء
| ليرة لبنانية | صورة | اسم                               | دخل المكتب                   | ترك المكتب                 |
| ------------ | ---- | --------------------------------- | ---------------------------- | -------------------------- |
| 1.           |      | فلاديسلاف سيكورسكي (الفصل الثاني) | 30 سبتمبر 1939 20 يوليو 1940 | 18 يوليو 1940 4 يوليو 1943 |
| 2.           |      | Stanisław Mikołajczyk             | 14 يوليو 1943                | 24 نوفمبر 1944             |
| 3.           |      | Tomasz Arciszewski                | 29 نوفمبر 1944               | 2 يوليو 1947               |
| 4.           |      | تاديوس بوروسيا كوموروفسكي         | 2 يوليو 1947                 | 10 فبراير 1949             |
| 5.           |      | Tadeusz Tomaszewski               | 7 أبريل 1949                 | 25 سبتمبر 1950             |
| 6.           |      | رومان أودزييرزينسكي               | 25 ديسمبر 1950               | 8 ديسمبر 1953              |
| 7.           |      | جيرزي هرينيفسكي                   | 18 يناير 1954                | 13 مايو 1954               |
| 8.           |      | ستانيسلو كات ماكيفيتش             | 8 يونيو 1954                 | 21 يونيو 1955              |
| 9.           |      | هوغون هانكي                       | 8 أغسطس 1955                 | 10 سبتمبر 1955             |
| 10.          |      | أنتوني باجيك                      | 10 سبتمبر 1955               | 14 يونيو 1965              |
| 11.          |      | ألكسندر زاويسزا                   | 25 يونيو 1965                | 9 يونيو 1970               |
| 12.          |      | Zygmunt Muchniewski               | 20 يوليو 1970                | 13 يوليو 1972              |
| 13.          |      | ألفريد Urbański                   | 18 يوليو 1972                | 15 يوليو 1976              |
| 14.          |      | كازيميرز سابات                    | 5 أغسطس 1976                 | 8 أبريل 1986               |
| 15.          |      | إدوارد شزيبانيك                   | 8 أبريل 1986                 | 22 ديسمبر 1990             |

## قائمة المراجع
- Engel, David (2014). In the Shadow of Auschwitz: The Polish Government-in-exile and the Jews, 1939-1942 (بالإنجليزية). UNC Press Books. ISBN:9781469619576.
- Cienciala, Anna M. "The Foreign Policy of the Polish Government-in-Exile, 1939–1945: Political and Military Realities versus Polish Psychological Reality" in: John S. Micgiel and Piotr S. Wandycz eds., Reflections on Polish Foreign Policy, New York: 2005. online
- Davies, Norman. God's Playground: A History of Poland, Vol. 2: 1795 to the Present (2005)
- Kochanski, Halik. The Eagle Unbowed: Poland and the Poles in the Second World War (2012) excerpt and text search